# La Belle aux cheveux d'or

La Belle aux cheveux d'or est un film muet français réalisé par Léonce Perret et sorti en 1916.

## Fiche technique
- Réalisation : Léonce Perret
- Chef-opérateur : Georges Specht
- Société de production : Société des Établissements L. Gaumont
- Pays de production : France
- Format : Muet - Noir et blanc
- Genre :  Film romantique
- Date de sortie : 
  - France : 1er décembre 1916

## Distribution
- Suzanne Delvé : La comtesse de Lernes
- René Cresté : Maurice de Sentis
- Jeanne Marie-Laurent